# Anton Moeliono
Anton Moedardo Moeliono (ur. 21 lutego 1929 w Bandungu, zm. 25 lipca 2011 w Dżakarcie) – indonezyjski językoznawca, kodyfikator języka i ortografii indonezyjskiej.

## Życiorys
W 1958 r. ukończył studia licencjackie na Wydziale Literatury Uniwersytetu Indonezyjskiego, a w 1965 r. uzyskał magisterium z językoznawstwa ogólnego na Uniwersytecie Cornella. W 1971 r. podjął studia podyplomowe na Uniwersytecie w Lejdzie. Doktoryzował się w 1981 r. na Uniwersytecie Indonezyjskim. Od 1982 r. piastował tam stanowisko profesora języka indonezyjskiego i językoznawstwa.
W latach 70. występował w programie telewizyjnym Siaran Pembinaan Bahasa Indonesia (na antenie TVRI), popularyzującym wiedzę nt. języka indonezyjskiego, dzięki czemu stał się znany szerszej publiczności. Zagadnienia związane z językiem poruszał także w kolumnie Santun Bahasa na łamach gazety „Kompas” (1968–1971).
W latach 1984–1989 stał na czele Pusat Pembinaan dan Pengembangan Bahasa. Przyczynił się do rozwoju indonezyjskiej polityki językowej; odegrał ważną rolę w reformie ortografii indonezyjskiej i wypracowaniu tzw. udoskonalonych norm pisowni (Ejaan yang Disempurnakan, EYD). Oprócz tego zajmował się ustalaniem rodzimej terminologii indonezyjskiej, z wykorzystaniem zasobów klasycznego języka malajskiego i miejscowych języków Indonezji. Był znany z dążeń purystycznych; chociaż proponował zastępowanie wyrazów obcych wyrazami lokalnymi, to sam jednak twierdził, że nie ma nic przeciwko eufonicznym zapożyczeniom językowym. Wiele promowanych przez niego wyrazów utrwaliło się w słownictwie języka indonezyjskiego, np. lugas, canggih, pemirsa. Jako dyrektor Pusat Pembinaan dan Pengembangan Bahasa doprowadził do sporządzenia dwóch fundamentalnych publikacji: słownika języka indonezyjskiego (Kamus Besar Bahasa Indonesia, 1988) oraz normatywnej gramatyki (Tata Bahasa Baku Bahasa Indonesia, 1988).

## Wybrana twórczość
- Fonologi Bahasa Nias Utara (1958)
- On Grammatical Categories in Indonesian (1964)
- Edjaan Baru Bahasa Indonesia (1967)
- Bahasa Indonesia dan Pembakuannya: Suatu Tinjauan Linguistik (1969)
- Ciri-Ciri Bahasa Indonesia yang Baku (1976)
- Santun Bahasa (1984)
- Peranan Bahasa Pembangunan (1988)
- Pedoman Pengembangan Istilah (1988)